# Dooiergang
De dooiergang of ductus omphaloentericus is in het menselijke embryo een kanaal dat de dooierzak verbindt met de middendarm van de zich ontwikkelende foetus. Het verschijnt aan het einde van de vierde week (vanaf de bevruchting), wanneer de dooierzak het uiterlijk vertoont van een klein peervormig blaasje (ook bekend als het navelstrengblaasje). Het kanaal heeft aanvankelijk een brede opening, maar wordt smal en lang naarmate het embryo groeit.
Over het algemeen verdwijnt het kanaal volledig (vernauwt en verdwijnt) tijdens de 5-6e week vanaf de bevruchting (9e week van de zwangerschapsduur), maar als het kanaal niet sluit, wordt er een fistel gevormd. Dit resulteert in de afvoer van meconium uit de navel (navel). Ongeveer twee procent van de foetussen vertoont een type fistel, gekenmerkt door het blijven van het proximale deel van de dooiergang als een divertikel dat uit de dunne darm steekt, het divertikel van Meckel, dat zich doorgaans binnen zestig centimeter van de klep van Bauhin bevindt en kan worden vastgemaakt aan de buikwand bij de navel.

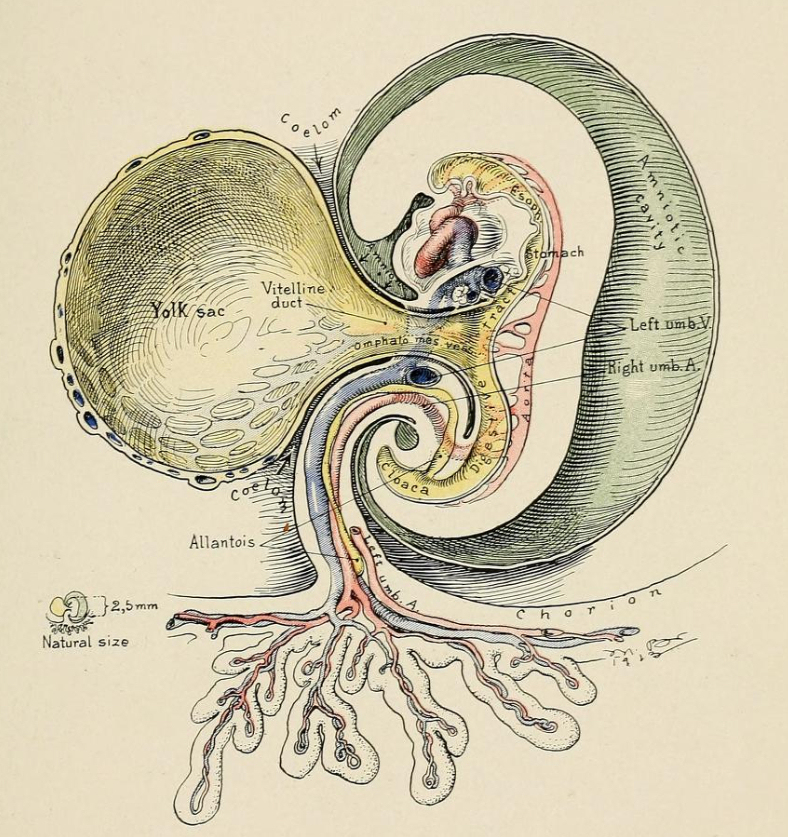
Dooiergang bij een embryo van 2,5 mm
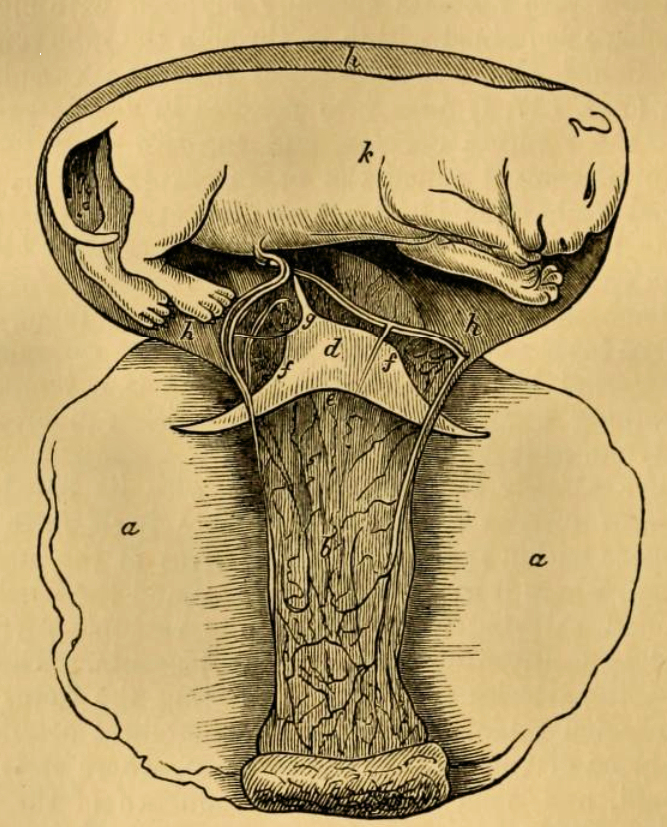
Dooiergang bij een embryo van een kat
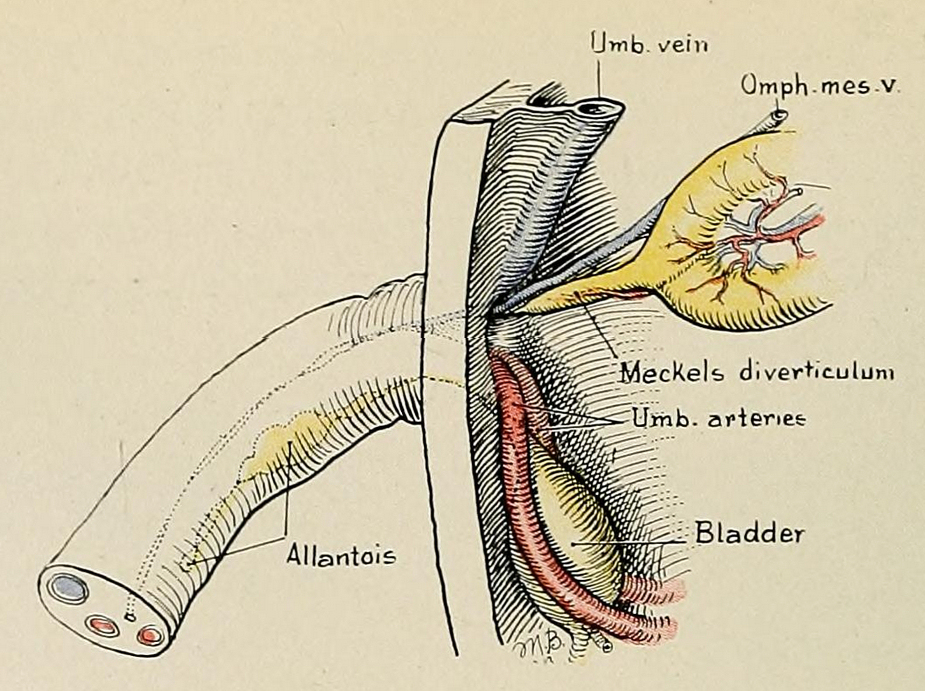
Het divertikel van Meckel op een deel van de dunne darm.
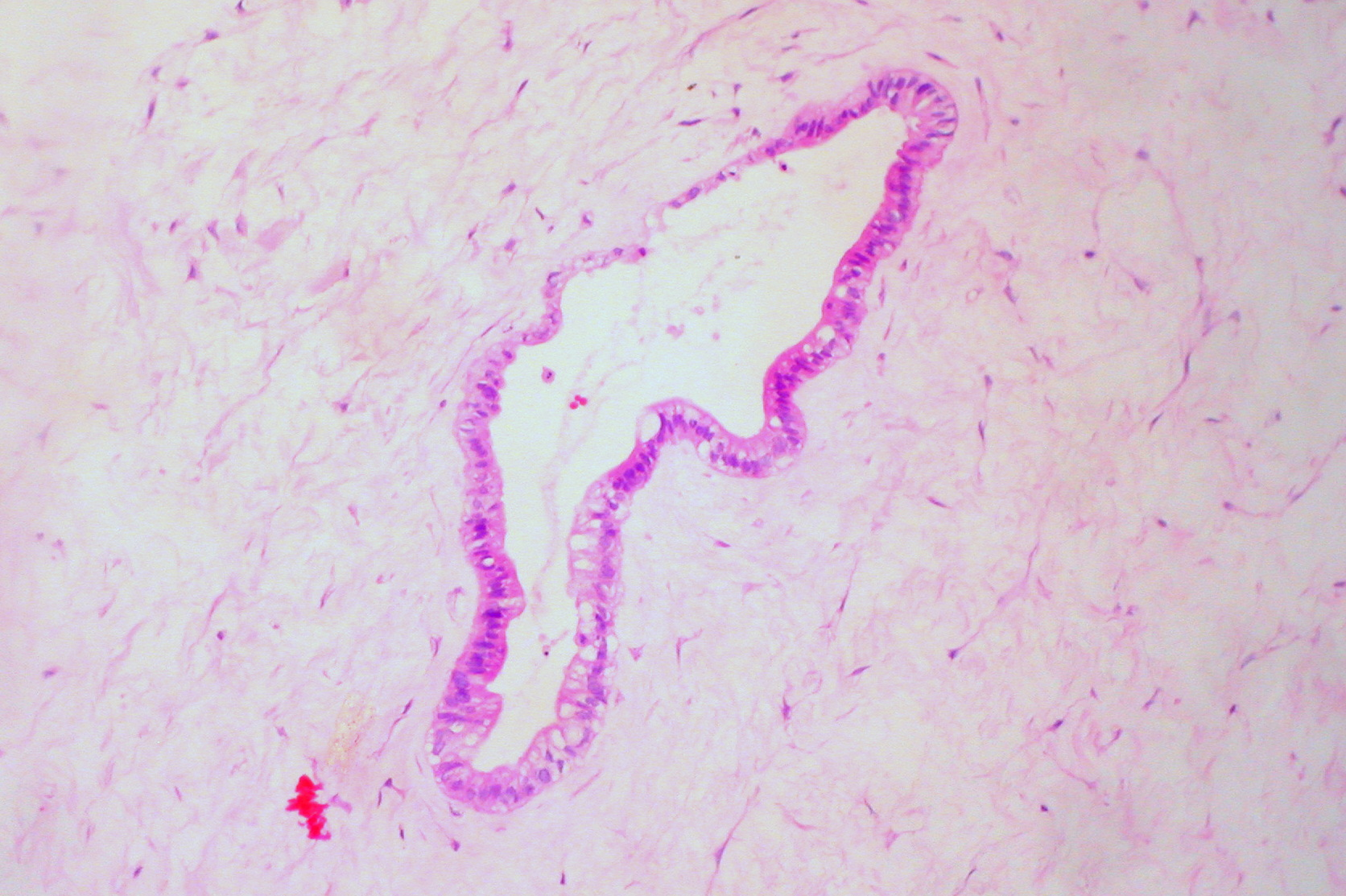
Het divertikel van Meckel op een deel van de dunne darm.